# Lätt tungvikt i fristil i brottning vid olympiska sommarspelen 1980
Herrarnas brottningsturnering i fristil i viktklassen lätt tungvikt vid olympiska sommarspelen 1980 avgjordes i CSKA Moskva i Moskva. 

## Medaljörer
| Klass         | Guld                               | Silver                    | Brons                     |
| Lätt tungvikt | Sanasar Oganisijan · Sovjetunionen | Uwe Neupert · Östtyskland | Aleksander Cichoń · Polen |

## Resultat
Legend
- TF — Vinst genom fall
- IN — Vinst genom att motståndaren skadas
- DQ — Vinst genom passivitet
- D1 — Vinst genom passivitet, vinnaren är också passiv
- D2 — Båda brottarna förlorade på grund av passivitet
- FF — Vinst genom förverkande
- DNA — Anlände inte
- TPP — Totala straffpoäng
- MPP — Matchstraffpoäng

Straff
- 0 — Vinst genom fall, teknisk överlägsenhet, passivitet, skada och förverkande
- 0.5 — Vinst på poäng, 8-11 poängs skillnad
- 1 — Vinst på poäng, 1-7 poängs skillnad
- 2 — Vinst på passivitet,  vinnaren är också passiv
- 3 — Förlust på poäng, 1-7 poängs skillnad
- 3.5 — Förlust på poäng, 8-11 poängs skillnad
- 4 — Förlust genom fall, teknisk överlägsenhet, passivitet, skada och förverkande

### Elimineringsrunda

#### Omgång 1
| TPP | MPP |                                 | Poäng     |                          | MPP | TPP |
| --- | --- | ------------------------------- | --------- | ------------------------ | --- | --- |
| 0   | 0   | Rafael Gómez (CUB)              | TF / 4:33 | Keith Peache (GBR)       | 4   | 4   |
| 4   | 4   | Ion Ivanov (ROU)                | TF / 2:59 | Uwe Neupert (GDR)        | 0   | 0   |
| 0   | 0   | Christophe Andanson (FRA)       | DQ / 7:26 | Safaa Ali Ne'ma (IRQ)    | 4   | 4   |
| 0   | 0   | Dashdorjiin Tserentogtokh (MGL) | DQ / 4:58 | Ibrahim Shudzandin (AFG) | 4   | 4   |
| 4   | 4   | Amadou Diop (SEN)               | TF / 3:58 | Aleksander Cichoń (POL)  | 0   | 0   |
| 4   | 4   | Jean-Claude Biloa (CMR)         | DQ / 4:03 | Mick Pikos (AUS)         | 0   | 0   |
| 4   | 4   | Kartar Singh (IND)              | DQ / 7:55 | Ivan Ginov (BUL)         | 0   | 0   |
| 0   |     | Sanasar Oganisijan (URS)        |           | Bye                      |     |     |

#### Omgång 2
| TPP | MPP |                          | Poäng     |                                 | MPP | TPP |
| --- | --- | ------------------------ | --------- | ------------------------------- | --- | --- |
| 0   | 0   | Sanasar Oganisijan (URS) | DQ / 8:02 | Rafael Gómez (CUB)              | 4   | 4   |
| 8   | 4   | Keith Peache (GBR)       | TF / 1:18 | Ion Ivanov (ROU)                | 0   | 4   |
| 0.5 | 0.5 | Uwe Neupert (GDR)        | 14 - 5    | Christophe Andanson (FRA)       | 3.5 | 3.5 |
| 7   | 3.5 | Safaa Ali Ne'ma (IRQ)    | 4 - 13    | Dashdorjiin Tserentogtokh (MGL) | 0.5 | 0.5 |
| 7   | 3   | Ibrahim Shudzandin (AFG) | 4 - 7     | Amadou Diop (SEN)               | 1   | 5   |
| 0   | 0   | Aleksander Cichoń (POL)  | TF / 2:56 | Jean-Claude Biloa (CMR)         | 4   | 8   |
| 0   | 0   | Mick Pikos (AUS)         | TF / 1:00 | Kartar Singh (IND)              | 4   | 8   |
| 0   |     | Ivan Ginov (BUL)         |           | Bye                             |     |     |

#### Omgång 3
| TPP | MPP |                           | Poäng     |                                 | MPP | TPP |
| --- | --- | ------------------------- | --------- | ------------------------------- | --- | --- |
| 3   | 3   | Ivan Ginov (BUL)          | 6 - 12    | Sanasar Oganisijan (URS)        | 1   | 1   |
| 7.5 | 3.5 | Rafael Gómez (CUB)        | 4 - 15    | Ion Ivanov (ROU)                | 0.5 | 4.5 |
| 0.5 | 0   | Uwe Neupert (GDR)         | TF / 3:35 | Dashdorjiin Tserentogtokh (MGL) | 4   | 4.5 |
| 3.5 | 0   | Christophe Andanson (FRA) | TF / 1:37 | Amadou Diop (SEN)               | 4   | 9   |
| 0   | 0   | Aleksander Cichoń (POL)   | DQ / 7:56 | Mick Pikos (AUS)                | 4   | 4   |

#### Omgång 4
| TPP | MPP |                                 | Poäng     |                         | MPP | TPP |
| --- | --- | ------------------------------- | --------- | ----------------------- | --- | --- |
| 4   | 1   | Ivan Ginov (BUL)                | 7 - 4     | Ion Ivanov (ROU)        | 3   | 7.5 |
| 2   | 1   | Sanasar Oganisijan (URS)        | 9 - 9     | Uwe Neupert (GDR)       | 3   | 3.5 |
| 7   | 3.5 | Christophe Andanson (FRA)       | 1 - 12    | Aleksander Cichoń (POL) | 0.5 | 0.5 |
| 4.5 | 0   | Dashdorjiin Tserentogtokh (MGL) | TF / 1:42 | Mick Pikos (AUS)        | 4   | 8   |

#### Omgång 5
| TPP | MPP |                          | Poäng     |                                 | MPP | TPP |
| --- | --- | ------------------------ | --------- | ------------------------------- | --- | --- |
| 7   | 3   | Ivan Ginov (BUL)         | 3 - 4     | Uwe Neupert (GDR)               | 1   | 4.5 |
| 2   | 0   | Sanasar Oganisijan (URS) | TF / 4:03 | Dashdorjiin Tserentogtokh (MGL) | 4   | 8.5 |
| 0.5 |     | Aleksander Cichoń (POL)  |           | Bye                             |     |     |

### Sista omgångarna
| TPP | MPP |                          | Poäng  |                          | MPP | TPP |
| --- | --- | ------------------------ | ------ | ------------------------ | --- | --- |
|     | 1   | Sanasar Oganisijan (URS) | 9 - 9  | Uwe Neupert (GDR)        | 3   |     |
|     | 3.5 | Aleksander Cichoń (POL)  | 3 - 12 | Sanasar Oganisijan (URS) | 0.5 | 1.5 |
| 4   | 1   | Uwe Neupert (GDR)        | 6 - 2  | Aleksander Cichoń (POL)  | 3   | 6.5 |